# Words Without Borders
Words Without Borders (WWB) é uma ONG americana que publica uma revista homônima aberta ao intercâmbio internacional através da tradução, publicação e promoção dos melhores textos e autores do mundo que não são facilmente acessíveis aos leitores de língua inglesa. A primeira edição foi publicada em julho-agosto de 2003.
Em 2022, a organização já havia publicado mais de 12 mil obras em 130 línguas vindas de 140 países.

## Tradução e conhecimento
Words Without Borders promove a compreensão cultural através da tradução, publicação e promoção da melhor literatura internacional contemporânea. Publica uma revista mensal de literatura em tradução e organiza eventos especiais que conectam escritores estrangeiros ao público; também desenvolve materiais para professores do ensino médio e universitário e fornece um centro de recursos on-line para a escrita global contemporânea. Words Without Borders é apoiada pelo Fundo Nacional Para as Artes, o Conselho de Artes do Estado de Nova Iorque, a Lannan Foundation, entre outros. A Words without Borders foi fundada por Alane Salierno Mason, tradutora de Elio Vittorini,  em 1999 e começou a ser publicada em 2003.
David Orr, no The New York Times, elogia a "inteligência e idealismo" da WWB.

## Autores proeminentes
Words Without Borders apresentou muitos autores de todo o mundo, traduzindo suas obras para leitores de língua inglesa, incluindo:
- Juan José Millás (2003)
- Ingo Schulze (2003)
- Adônis (2003)
- Adam Zagajewski (2004)
- Helena Ferrante (2005)
- Alain Mabanckou (2005)

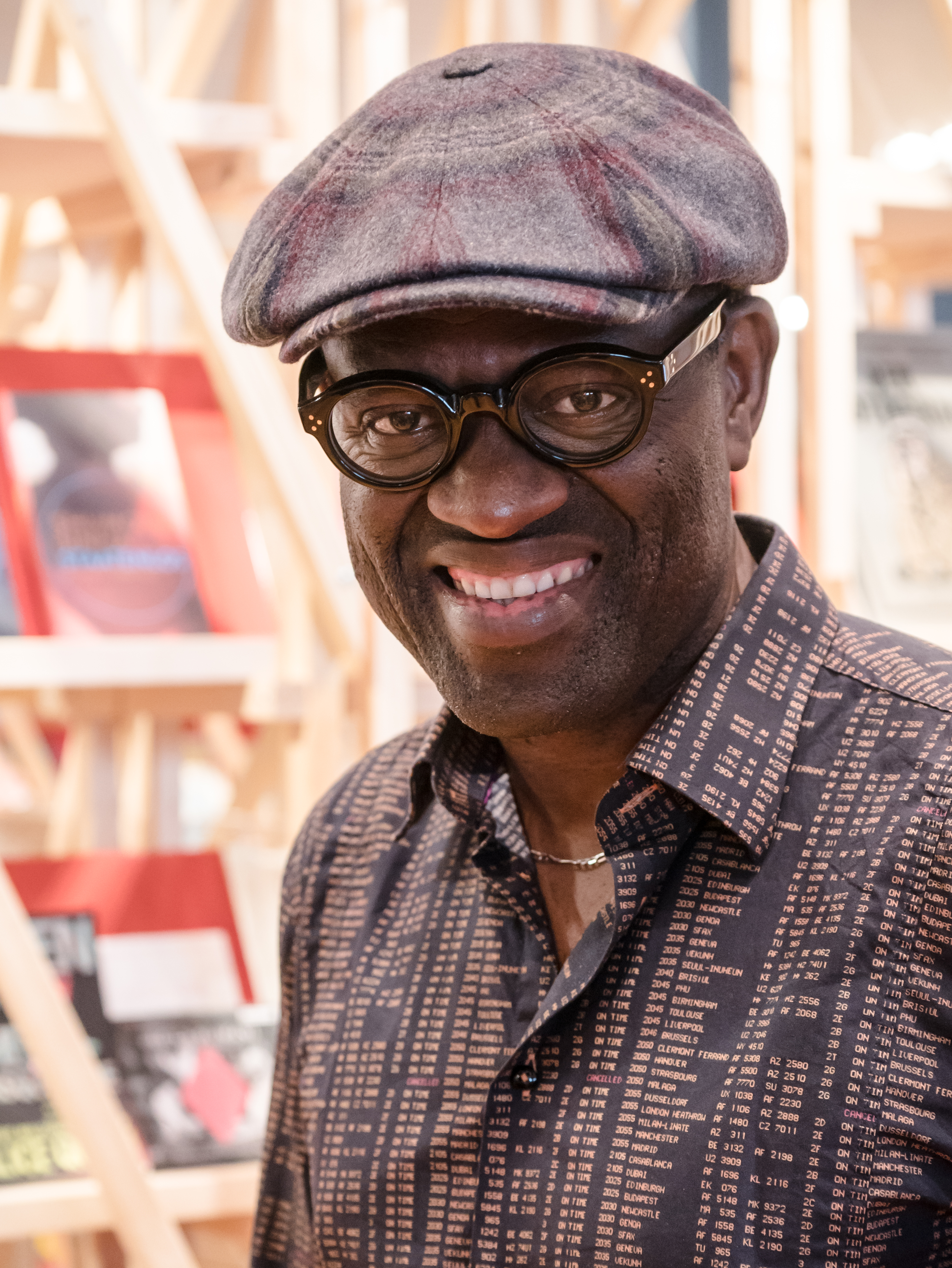
Alain Mabanckou

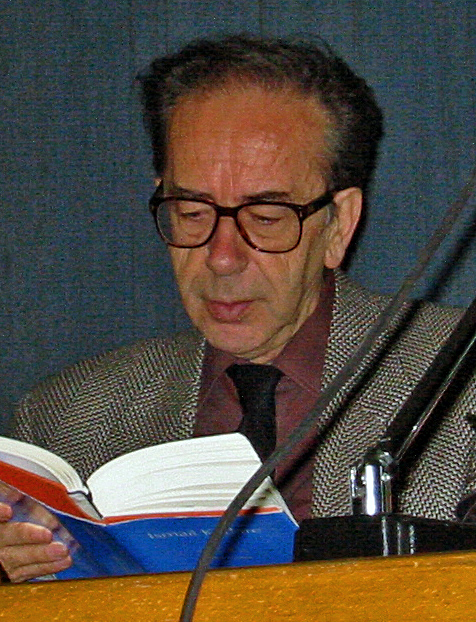
Ismail Kadare

- Georges-Olivier Châteaureynaud (2005)
- Svetlana Alexievitch (2005)
- Ko Un (2005)
- Olga Tokarczuk (2005)
- Tahar Ben Jelloun (2006)
- Jon Fosse (2006)
- Ismail Kadaré (2006)
- José Eduardo Agualusa (2007)
- Herta Muller (2009)
- Glaydah Namukasa (2013)
- Radka Denemarková (2014)
- Rasha Abbas (2014)
- Fouad Laroui (2016)
- Yolanda Arroyo Pizarro (2019)
- Lina Meruane (2019)
- Nona Fernández (2019)